# Aquilegia olympica
Aquilegia olympica is een vaste plant uit de ranonkelfamilie (Ranunculaceae). De wetenschappelijke naam werd gepubliceerd door Pierre Edmond Boissier in 1841.

## Kenmerken
Aquilegia olympica groeit tot een hoogte van 40 à 60 cm en heeft grote lichtblauwe, soms roze bloemen. Deze hebben een diameter tot 10 centimeter. Hiervan zijn de kelkbladeren blauw gekleurd en de kroonbladeren wit. De spitse kelkbladeren zijn langer dan de kroonbladeren. Aquilegia olympica bloeit vanaf mei, voor de duur van 30 à 35 dagen. Soms kan er nog een tweede bloei optreden, als er sprake is van een warme herfst.

## Verspreiding
Aquilegia olympica komt voor in de Kaukasus, Griekenland, Klein-Azië en het noorden van Iran. Komt voor tussen struikgewas en op graslanden in subalpiene en alpiene zones.
... · 
A. alpina (Alpenakelei) · 
A. atrata (Donkere akelei) · 
A. bernardii · 
A. bertolonii · 
A. einseleana · 
A. formosa · 
A. olympica · 
A. pyrenaica (Pyrenese akelei) · 
A. vulgaris (Wilde akelei) · ...